# Марко Анђелковић
Марко Анђелковић (Београд, 18. септембар 1945 – Београд, 10. април 2020) био је српски биолог и академик. Анђелковић је био редовни члан САНУ на одељењу  хемијских и биолошких наука. Био је jедан од најзначајнијих српских генетичара, који је дао изузетан допринос у проучавању генетике популација. Током вишедеценијског рада учествовао је у уобличавању значајних истраживачких праваца који су и даље актуелни и препознатљиви у свету науке.

## Биографија
Дипломирао је 1968. године на Одсеку за биологију Природно-математичког факултета Универзитета у Беграду. Током наредних десет година, завршио је две специјализације из области популационе генетике на универзитетима у Бечу и Тибингену (СР Немачка), магистрирао је и докторирао на Универзитету у Београду, а потом привео крају постдокторске студије из популационе генетике на Биолошком факулету Јелског универзитета (САД) године 1978/79.
Академик Марко Анђелковић је био редовни професор Биолошког факултета Универзитета у Београду, а од почетка до краја своје научне каријере радио је и на Институту за биолошка истраживања „Синиша Станковић“ Универзитета у Београду.
За дописног члана САНУ изабран је 2003, а за редовног 2009. године. Функцију Генералног секретара САНУ академик Анђелковић је обављао од 2015. године. Био је и председник Академијског одбора „Човек и животна средина” и Одбора за проучавање фауне Србије. Од 2006. до 2014. године обављао је функцију заменика секретара Одељења хемијских и биолошких наука САНУ. Протеклих неколико година дао је, без икаквог претеривања, као генерални секретар немерљив допринос раду ове куће.

## Чланство у стручним удружењима
Академик Анђелковић је био члан бројних домаћих и међународних стручних удружења:
- Српско биолошко друштво
- Друштво генетичара Србије
- Друштво ентомолога Србије
- Европско друштво за мутацију животне средине (European Environmental Mutagen Society)
- Европско удружење за еволуциону биологију (European Society for Evolutionary Biology)

### Уреднички рад
Уредник је многих издања, од којих је већина обављена у оквиру издавачке делатности Српске академије наука и уметности.
1. Genetics – ecology – evolution (eds. B. P. M. Ćurčić and M. Andjelković), Faculty of Biology, Belgrade (2002)
2. Биодиверзитет почетком новог миленијума (уред. М. Анђелковић), САНУ, Београд (2005)
3. Зборник радова о фауни Србије, Књ. VII (уред. З. Петровић и М. Анђелковић), САНУ, Београд (2006)
4. Мрави Србије и Црне Горе, Иван Петров (уред. М. Анђелковић), САНУ, Београд (2006)
5. Река Студеница; еколошка и хидрофаунистичка студија, Драга Јанковић (уред.М. Анђелковић), САНУ, Београд (2009)
6. Крпељи (Acari: Ixodidae, Argaside), Марија Милутиновић, Жељко Радуловић, Снежана Томановић, Златибор Петровић, (уред. М. Анђелковић), САНУ, Београд (2012)
7. Енергетика и животна средина (уред. М. Анђелковић), САНУ, Београд (2013)
8. Генетички модификовани организми – чињенице и изазови (уред. М. Анђелковић), САНУ, Београд (2014)
9. Учешће Српске академије наука и уметности у унутрашњем дијалогу о Косову и Метохији (уред. М. Анђелковић), САНУ, Београд (2018)

## Награде и признања
Добитник је великог броја награда и признања за допринос у унапређењу биолошких и сродних наука.
1. Октобарска награда града Београда у области науке (1990)
2. Награда I ранга за постигнуте резултате на истраживачким пројектима, Министарство науке и заштите животне средине Р. Србије (2004)
3. Захвалница за допринос развоју биологије и афирмацију циљева Српског биолошког друштва – Извршни одбор СБД поводом 60 година рада и постојања Српског биолошког друштва (2008)
4. Златна повеља за изванредан и драгоцен допринос развоју и унапређењу биолошких и сродних наука – Српско биолошко друштво (2013)
5. Поводом 26 (1973), 50 (1997) и 70 (2017) година постојања и рада Института за биолошка истраживања „Синиша Станковић“ Универзитета у Београду – захвалнице у знак признања за дугогодишње успешно руковођење, изузетне заслуге и допринос на унапређењу, развоју и афирмацији Института